# Dušan Škodič
Dušan Škodič - Sulc, partizan, častnik in prvoborec, * 1924, Ljubljana, † 1. maj 1943, Volče pri Tolminu.

## Življenjepis
Kot krojaški vajenec iz Viča je bil že pred vojno vključen v SKOJ. Takoj po okupaciji Slovenije se je aktivno vključil v odpor kot nosilec akcij. Jeseni 1941 je vstopil med primorske partizane; sprva je bil mitraljezec, kmalu pa je bil povišan v komandirja čete.
Uradno je padel 1. maja 1943 v boju z Italijani, neuradno pa je bil likvidiran zaradi razhajanja v miselnosti s štabom. Po vojni je bil posmrtno odlikovan kot prvoborec.

## Napredovanja
- mitraljezec (1941)
- komandir čete (1942)

## Odlikovanja
- red za hrabrost
- partizanska spomenica 1941

## Omembi v literaturi

### Mengore
Nisem dolgo čakal. Še druga cigareta mi ni dogorela, ko se je prikazal na dverih hiše, kjer je stanovala Majda.Manjše postave je bil. Kot oglje črne lase mu je pokrivala kapa, okrašena s perjem. Verjetno je bil kakšen Kalabrež. Obraz pod perjanico je deloval še čisto otroško. Prekleto slaba podoba rimskega imperiatorja, kot so si domišljali, da so. Ko je oddrobil mimo, sem stopil iz veže kjer sem se prikril in mu začel slediti. Na akcijo sploh nisem bil pripravljen. Pri sebi nisem imel nobenega orožja, pa še sam sem bil. Pa vseeno, sledil sem mu počasi mimo stolnice in Magistrata na Stari trg. Bilo je jasno, da se vrača v kasarno. Ker sem imel daljši korak, sem se mu počasi približal na nekaj metrov, ko je nenadoma zastal in se obrnil. Me je zasumil? Malo se je prijel po žepih in stopil nazaj, dva ali tri korake do trafike. Niti pogledal me ni. Šel sem naprej, ne da bi se ozrl noter. Na Mestnem trgu pa, namesto da bi nadaljeval naprej na Žabjak, sem skrenil levo navzgor po Gornjem trgu in skočil v prvo vežo. Tukaj bo moral! Sigurno ne bo šel okoli Šentjakobske cerkve.Kmalu so se zaslišali koraki. Hiter pogled mi je povedal, da po ulici odmevajo le njegove pete. Nikogar drugega ni videti.  Koraki so postajali vedno glasnejši in ko je senca zdrsnila mimo vrat, sem se pognal na prag. Z levo uprt v podboj, sem ga zviška zgrabil za ovratnik in ga sunkoma potegnil v vežo. Presenetljivo lahek se mi je zazdel, ko sem ga zabil tja nekam v temačen kot. Kar spolzel mi je iz rok, čeprav ga nisem niti mahnil. Več kot glavo manjši je od mene. Na prstih sem začutil ogabno briljantino, ki jo je imel toliko, da mu skoraj kapljala za vrat. Od strahu ni niti pisnil, le oči je imel tako razprte, da sem imel občutek, da mu bodo izpadle in se strkljale po veži. V sekundi bi ga lahko fental, pa ne zmorem! Nekako ni podoba fašista, ki gnezdi v mojih možganih in ki bi ga lahko zadavil na sredi promenade, če bi bilo treba. Je le grinta, ki lazi k Majdi. Tja grede je verjetno nesel konzerve. Težki časi so… Ko ga pogledam v oči, mi skoraj omedli v rokah. Iz toka mu izvlečem bleščečo Bereto. Spustim ga. Sedaj ko bi lahko ušel, se le sesede na tla. Ne preostane mi drugega, kot da odidem prvi, če mi je že tako kavalirsko prepustil odhod. Pol poti do doma na Žabjaku se sploh ne ozrem. Ko končno pogledam nazaj je vse mirno. Na smeh mi gre. Verjetno si v veži čisti gate.

### Med nebom in peklom
Karlo Maslo je stopil v hišo in vprašal gospodinijo, kje so Italijani. Kmetica se mu je čudila, rekoč: "Skozi okno poglejte, v sosednji hiši so."
"Kje imajo stražarja?"
"Brez stražarja so."
"Še bolje za nas."
Zahvalil se je ženi, ki je nemo strmela za njim. Poklical je Sulca in Lojzeta ter jima naročil, naj mu tesno sledita. Nameraval je ponoviti presenečenje iz Male Bukovice.
Vstopil je v stavbo s puško v roki. S telesom je odrinil vrata in zavpil:
"Alto le mani!"
A tokrat Italijani niso dvignili rok, pač pa sta dva dvignila puški. Karlo je odskočil za vogal - omet se je zaprašil od zgrešenega strela.
"Sulc, užgi!"
Preden je vojak, ki je streljal, vstavil nov naboj v cev, je mitraljezec Sulc stopil med vrata z bobnečo strojnico v rokah. Soba se je napolnila z jedkim dimom in vonjem po krvi ter prahom ometa. Sulc je držal prst na petelinu, dokler ni bil šaržer prazen in je strojnica utihnila.
Trije vojaki so obležali mrtvi, dva sta se ranjena zvijala na tleh, tista dva, ki ju ni zadelo, pa sta v kotu na smrt preplašena dvignila roke.
Sulc je vstavil nov šaržer in rekel:
"Ali naj pobijem še ta dva? Najmanj bo težav."
"Ne," je dejal Karlo, "dovolj imajo.